# タ・ソム

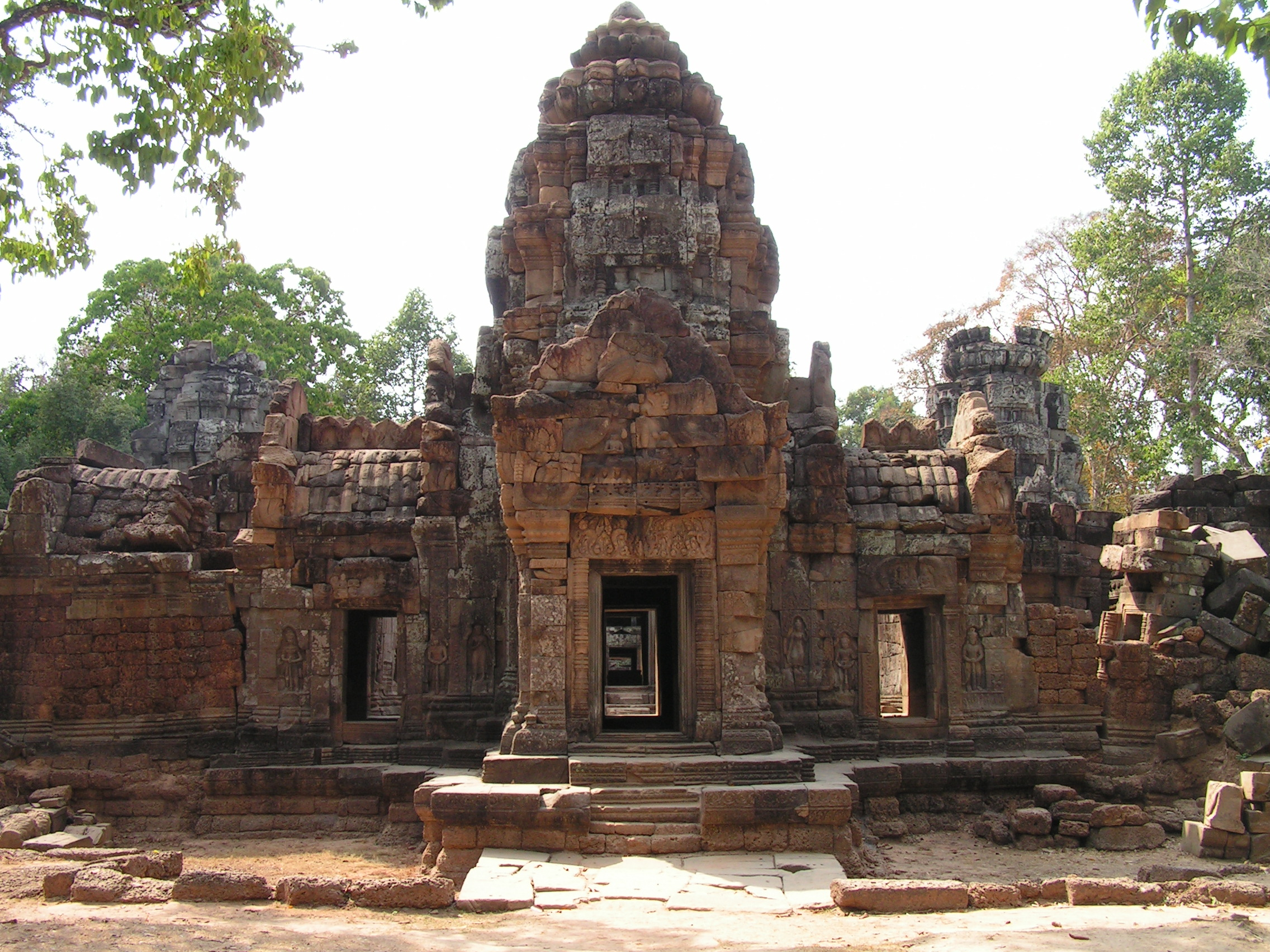
中央祠堂

タ・ソム（Ta Som、クメール語: ប្រាសាទតាសោម）は、カンボジアのアンコール遺跡にある小寺院で、12世紀末、ジャヤーヴァルマン7世（在位1181-1220年）により構築されたものである。寺院はアンコール・トムの北東、ニャック・ポアンのすぐ東に位置する。王ジャヤーヴァルマン7世は、1150年から1160年にかけてクメール王朝の王であった父ダーラニンドラヴァルマン2世 (Paramanishkalapada) に、この仏教寺院を捧げた。寺院は一層上にあり、ラテライトの周壁に囲まれた1基の祠堂により構成される。近隣のプリヤ・カーンやタ・プロームと同様、寺院は大部分が修復されないままになっており、多くの樹木やその他の植物が遺跡の中で成長している。 1998年、ワールド・モニュメント財団 (WMF) は修復プログラムにこの寺院を追加し、訪問者に対して寺院をより安全にするため構造物の安定化に向けた作業を開始した。

## 構造
東より入場するように設計されていたタ・ソムは、1つの濠および東西200メートル、南北240メートルのラテライトの周壁によって囲まれ、入場口となる2対の塔門（ゴープラム、Gopuram）は損壊している。塔門は十字型であり、それぞれの面には 連子子（れんじこ）の入った連子窓（れんじまど）の付いた小部屋がある。塔門の主となる構造物にはバイヨン様式の4つの人面が彫られている。東塔門の外側はインドボダイジュ (Ficus religiosa) に覆われており、それは塔門を形作るブロックを伝って地面へと伸びている。寺院の内側の区域は、中央の十字型の祠堂と、四角形に囲まれた各側面には張出した入口 (porch) がある。2棟の小さな経蔵が東側の入口通路の両側にある。

## 修復
アンコール遺跡公園の寺院群を管理するアプサラ機構 (APSARA Authority) によると、1950年代までにタ・ソムにおいてわずかな修復作業がなされていた。この時、崩壊しつつあった構造物が一部支柱で支えられた。WMF （ワールド・モニュメント財団）がタ・ソムをその財団のプロジェクトに加えると、WMF のチームは記録を開始し、遺跡を読み取り、崩れかかった構造物の緊急安定化を行い、遺跡周辺の訪問者の移動における向上を図った。2007年に、WMF およびアプサラ機構は、整備をするとともに、寺院が4面すべての側から出入り可能であったという証拠資料の作成を進めた。多くの砂岩ブロックが修復され、そしてこの北塔門の北側中央のフロントン (Fronton) の復元が認められた。

## 画像

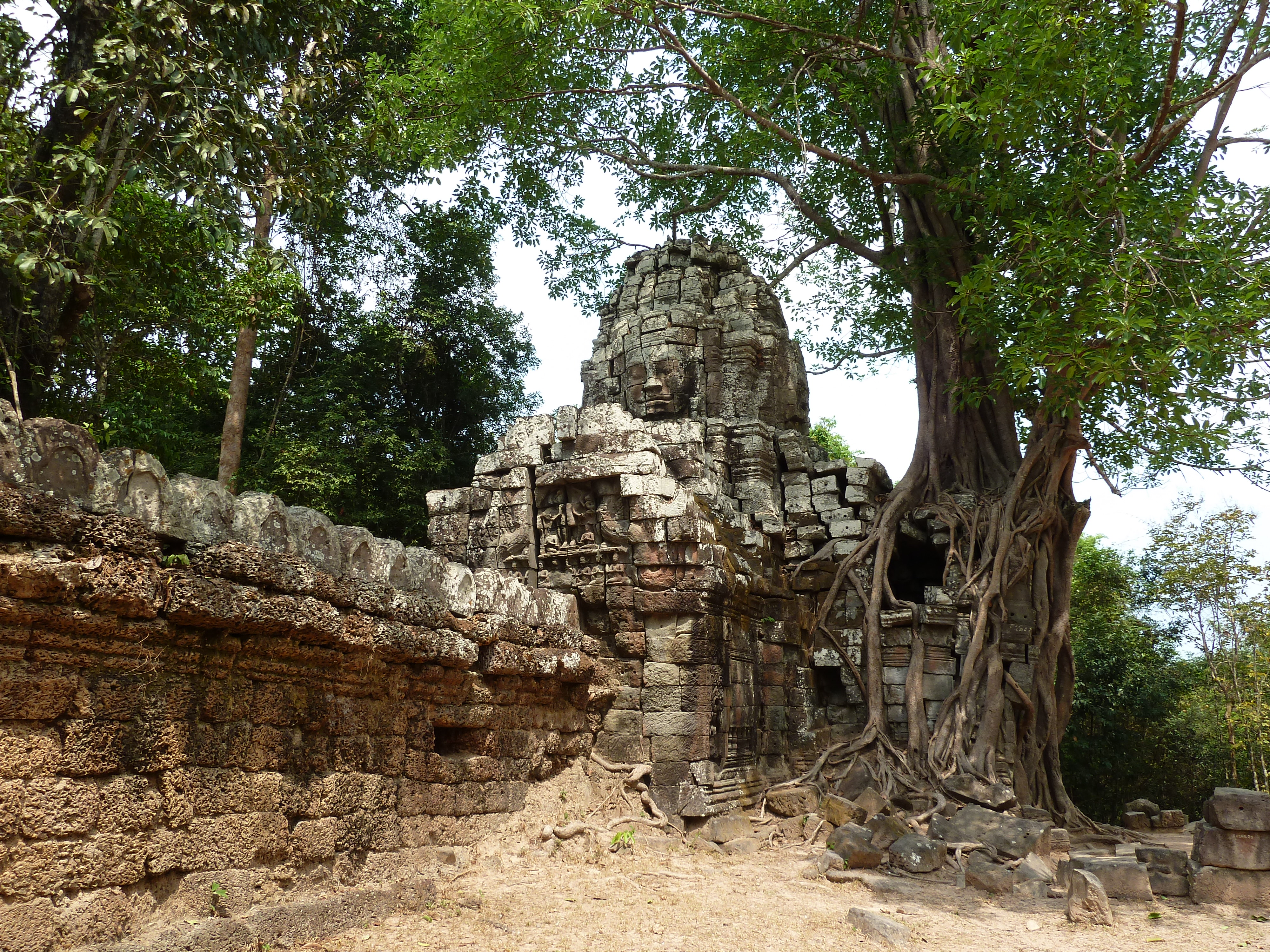
東塔門
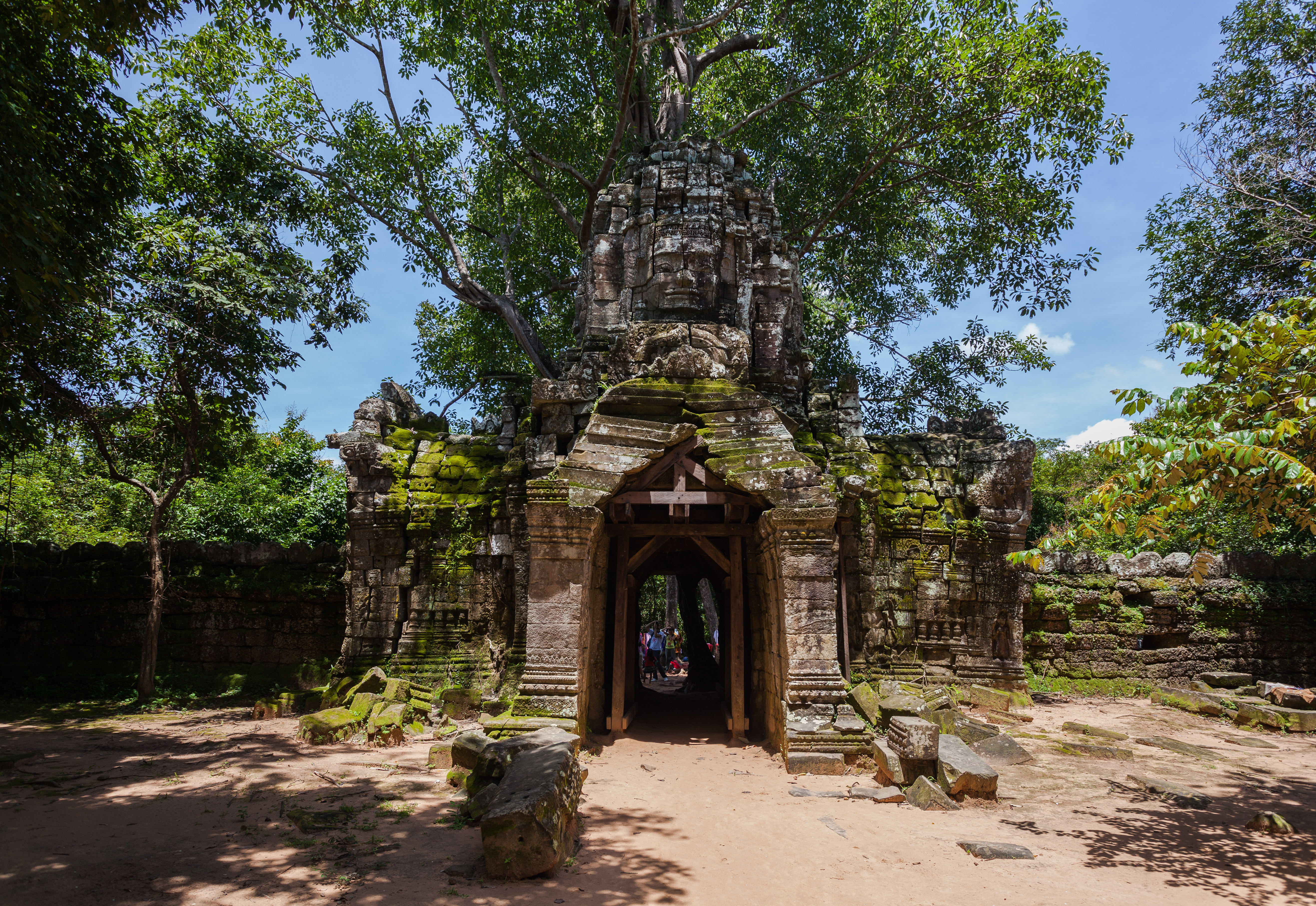
東塔門
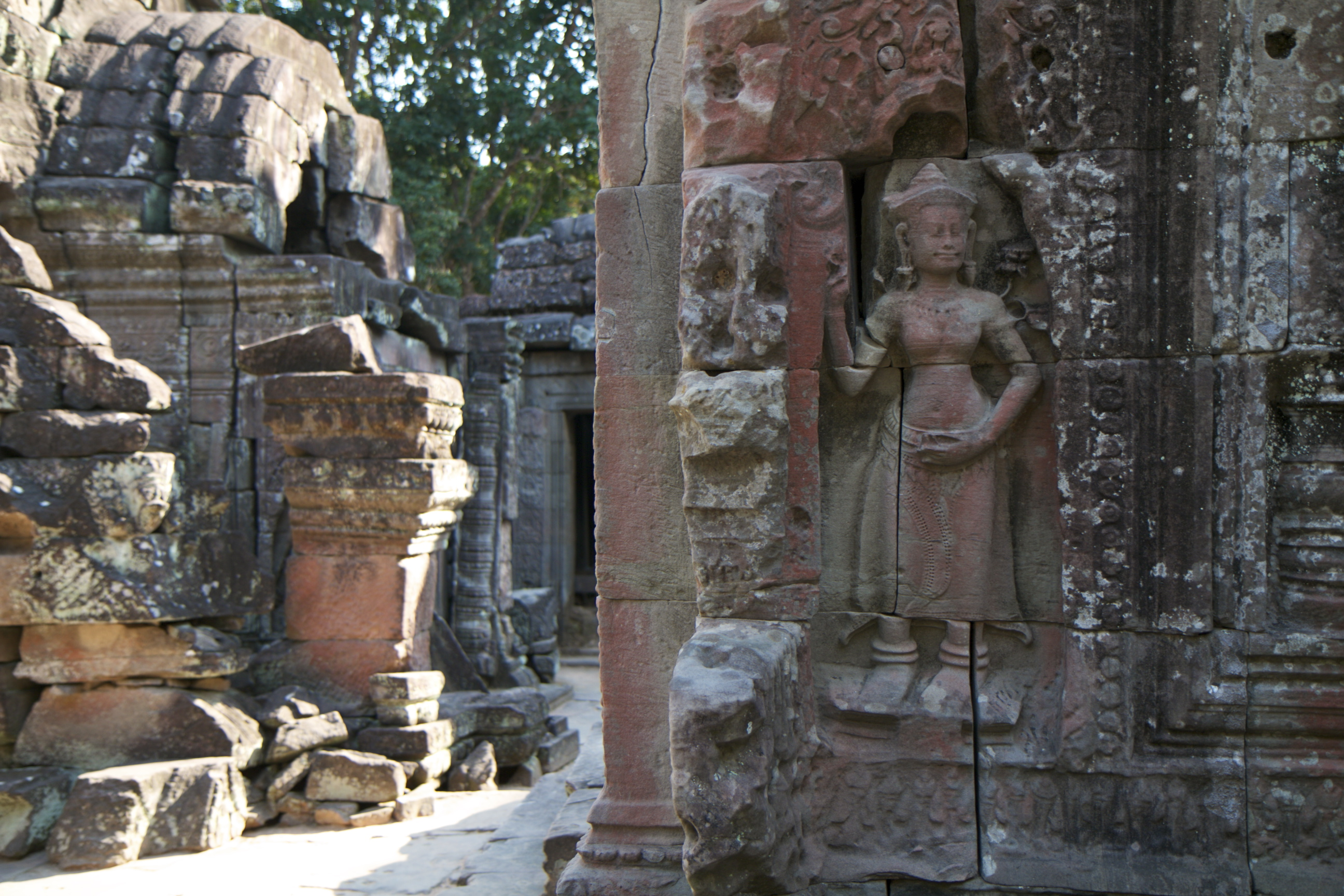
アプサラス（アプサラ）のレリーフ